# Ponte dos Contos
A Ponte dos Contos é uma ponte localizada no município brasileiro de Ouro Preto, em Minas Gerais. Situa-se à rua São José, ao lado da Casa dos Contos, sobre o córrego de Ouro Preto, antigo Tripuí. Esta ponte se denominou São José, até pelo menos 1802, quando foram transferidas as instalações da Casa de Fundição para a casa de José Roiz de Macedo. A partir daí mudou sua denominação para Ponte dos Contos.
Sua construção data de 1744, tendo as obras sido arrematadas por Antônio Leite Esquerdo. Foram seus fiadores Agostinho Gonçalves Souto e Jerônimo Soares. Conforme estabelecia o Registro das Condições, o arrematante devia seguir o risco e, após o término da obra, calçá-la de pedra grossa e dura. A ponte é feita em cantaria de pedra, formada por dois grossos paredões que apresentam a mesma espessura da ponte, interligados por um arco pleno. O muro parapeito, também em cantaria, é sustentado por beirais em pedra. Oito coruchéus estilizados são geometricamente distribuídos pela ponte, sendo que em um consta a data de 1715 e em outro, a de 1892. Possui cruz central e banco lateral.